# Mediocalcar stevenscoodei
Mediocalcar stevenscoodei är en orkidéart som beskrevs av Pieter van Royen. Mediocalcar stevenscoodei ingår i släktet Mediocalcar och familjen orkidéer. Inga underarter finns listade i Catalogue of Life.